# Rémi Cavagna
Rémi Cavagna (født 10. august 1995 i Clermont-Ferrand) er en professionel cykelrytter fra Frankrig, der er på kontrakt hos World Tour-holdet Groupama-FDJ.
I marts 2018 vandt han éndagsløbet Dwars door West–Vlaanderen. I august 2019 vandt han 19. etape ved Vuelta a España.